# Hồng Đức thịnh trị
Hồng Đức thịnh trị  (洪德盛治), Hồng Đức thịnh thế  (洪德盛世) hay  Hồng Đức chi trị (洪德之治) là thuật ngữ lịch sử dùng để nói về thời kỳ phát triển rực rỡ của chế độ quân chủ ở Đại Việt trong giai đoạn vua Lê Thánh Tông cầm quyền (黎聖宗) dưới niên hiệu Hồng Đức từ năm 1470-1497 tổng cộng là 27 năm. 

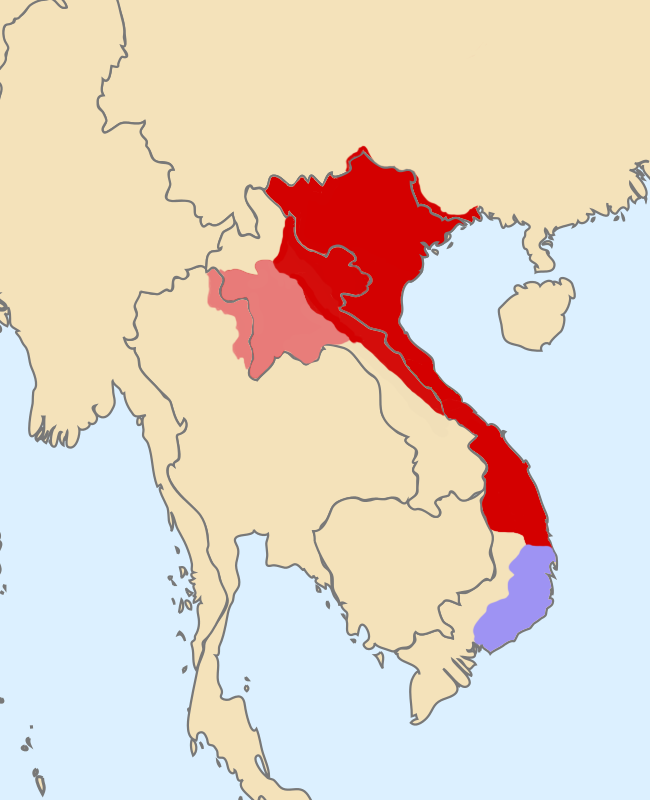
Bản đồ Đại Việt đời Lê Thánh Tông, gồm cả Bồn Man và lãnh thổ chiếm được của Chiêm Thành năm 1471. Phần màu đỏ nhạt là lãnh thổ tạm chiếm năm 1478-1480 trong chiến dịch Lão Qua. Phần màu xanh nhạt là 3 vương quốc còn lại của Chiêm Thành

## Đối Nội

### Quản lý đất nước

#### Triều đình

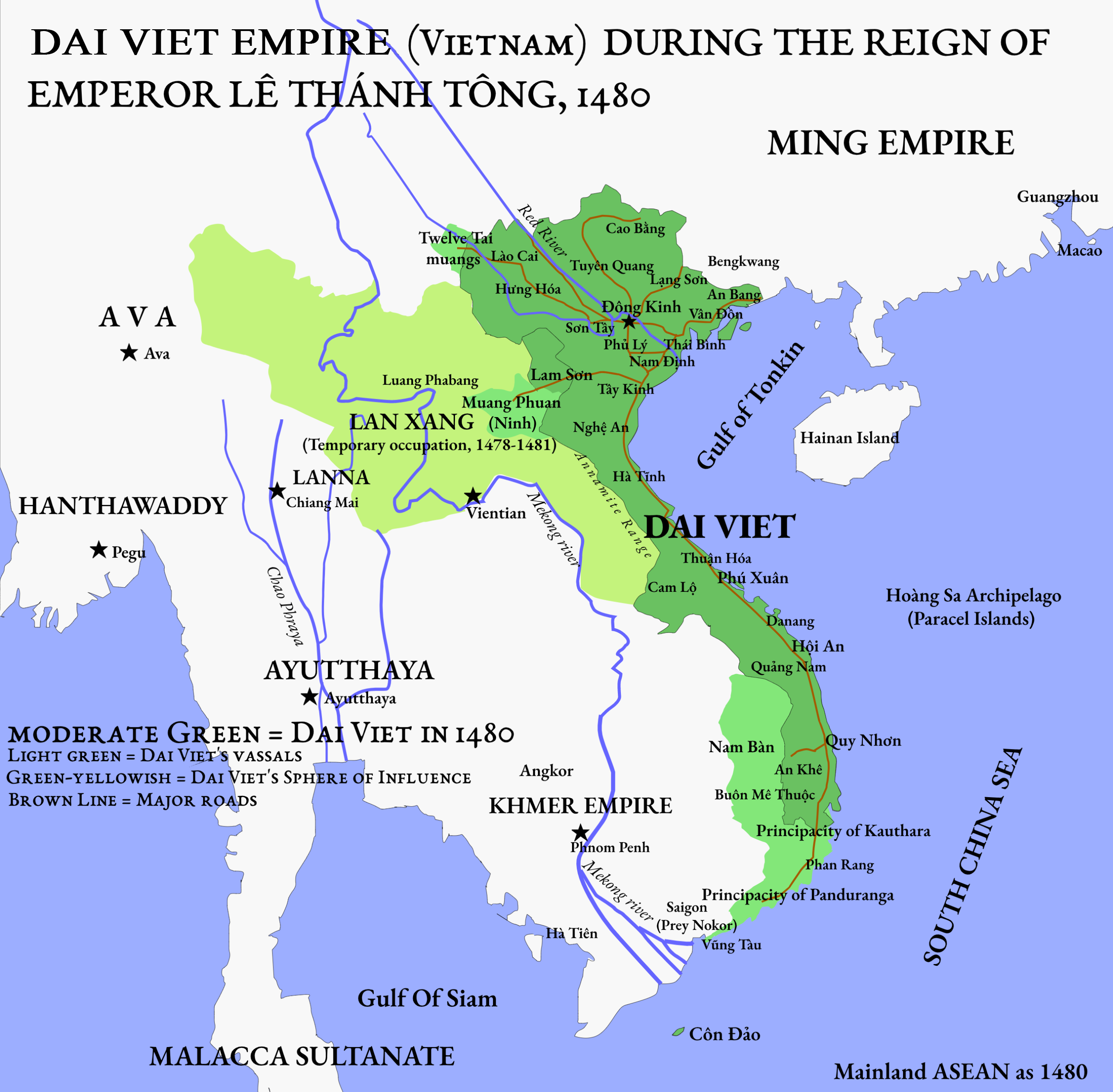
Bản đồ Việt Nam dưới thời vua Lê Thánh Tông, năm 1480

Về triều chính, ông cho bỏ luật cha truyền con nối đối với các công thần, ai có công thì người ấy mới được hưởng, chỉ trọng dụng người tài đức. Nhà Vua bổ sung hoàn thiện bộ luật Hồng Đức, đặc biệt chú ý đến việc chống tham nhũng. Việc này được tiến hành từ các quan to nhất đầu triều xuống đến địa phương. Trong 722 điều bộ luật Hồng Đức thì có trên 40 điều thuộc về chống tham nhũng. 
Việc trọng dụng hiền tài khiến các quan chức vốn chỉ lo tiến thân bằng nịnh bợ không còn đất dụng võ nữa, nạn tham nhũng đang tàn phá đát nước bị đẩy lùi và dẹp bỏ. Những quan thanh liêm, thực sự phục vụ cho dân đều được trọng dụng, thậm chí những người từng bị hàm oan trước đây thì cũng được minh oan điển hình là Nguyễn Trãi.
Dưới thời của ông bộ máy cai trị dần trở nên hoàn thiện. Tháng 3 âm lịch năm 1465, Lê Thánh Tông bỏ 6 bộ, đặt ra 6 viện, mỗi viện đều có Thượng thư và Tả, Hữu Thị lang đứng đầu. Tháng 4 âm lịch năm 1466, vua Lê Thánh Tông lại đổi 6 viện thành 6 bộ như trước năm 1465, mỗi bộ vẫn do Thượng thư và Tả Hữu Thị lang cai quản. Lê Thánh Tông còn ban quy chế về màu áo các quan văn võ: quan từ nhất phẩm đến tam phẩm phải mặc áo hồng, quan tứ phẩm và ngũ phẩm thì mặc áo màu lục, các viên chức còn lại đều mặc áo xanh. 

### Kinh tế

#### Nông nghiệp
Theo Đại Việt sử ký toàn thư Lê Thánh Tông rất chú trọng nông nghiệp. Ngay từ khi mới lên ngôi, tháng 3 âm lịch năm 1461, ông đã ra sắc chỉ cho các quan, huyện, lộ, trấn, xã nhằm tối đa hóa sản xuất: "Từ nay về sau, trong việc làm ruộng, phải khuyến khích quân dân đều chăm nghề nghiệp sinh nhai, để đủ ăn mặc, không được bỏ gốc theo ngọn, hoặc kiếm chuyện buôn bán, làm trò du thủ du thực. Người nào có ruộng đất mà không chăm cày cấy, thì quan cai trị bắt trình trị tội". Ông cũng đặt ra những quy định về quyền tư hữu ruộng đất, nghiêm trị những người cưỡng đoạt, lấn chiếm ruộng của người khác, hoặc chặt cây và tre trong ruộng của người khác.

#### Các ngành nghề thủ công
Các ngành nghề thủ công nghiệp và xây dựng ngay từ đầu thời Lê Thánh Tông đã phát triển mạnh mẽ và "đã vượt lên trên mức độ của thời Trần mạt" (theo lời sử gia Đào Duy Anh). Nghề in và làm giấy ở Đại Việt đạt một trình độ cao của thế giới thời bấy giờ. Số lượng sách in thời này khá đồ sộ. Đặc biệt nhất thời kỳ này là thành tựu trong công nghệ chế tạo vũ khí và đồ sắt chiếm ưu thế. Đồ gốm, sứ thời Lê sơ phát triển đạt được độ tinh xảo và hoa văn đẹp. 
Các nghề thủ công như: dệt lụa, ươm tơ, dệt vải, nghề mộc, nghề chạm, nghề đúc đồng cũng phát triển. Đế đô Đông Kinh 36 phố phường sầm uất, nhộn nhịp tồn tại phát triển đến tận ngày nay. Phường Yên Thái làm giấy, Phường Nghi Tàm dệt vải lụa, Phường Hà Tân nung vôi, Phường Hàng Đào nhuộm điều, Phường Ngũ Xá đúc đồng, Phường gạch và gốm sứ Bát Tràng và nhiều phường khác nữa.

#### Hoạt động thương mại

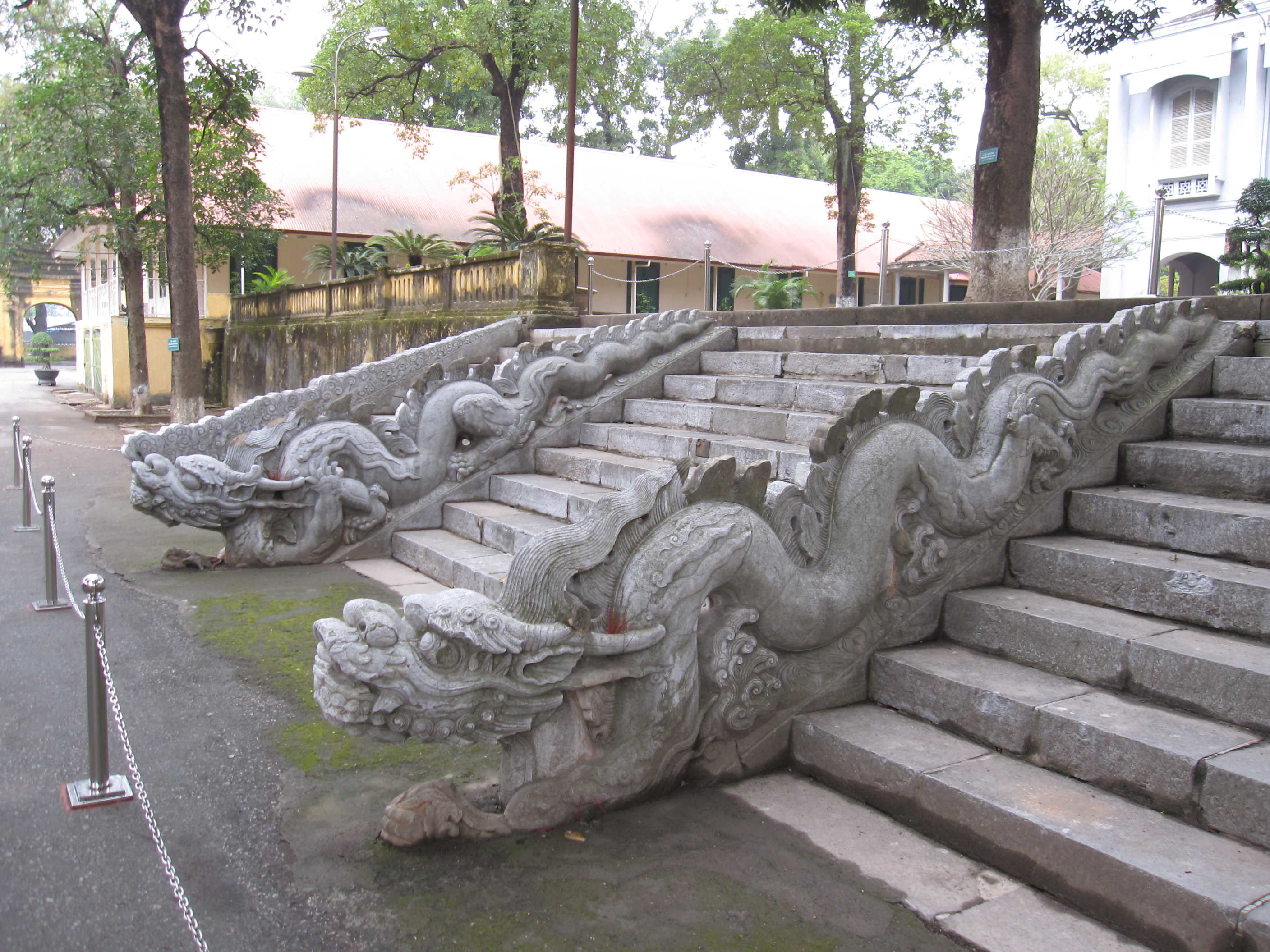
Xây dựng dưới thời Hồng Đức cũng có nhiều thành tựu (chẳng hạn: Rồng đá Điện Kính Thiên được xây thời Lê Thánh Tông)

Về thương mại, hoạt động nội thương thời Lê Thánh Tông chủ yếu là hình thức trao đổi sản phẩm giữa các địa phương. Nhờ hệ thống đường sá được xây dựng và đường sông được khơi đào, việc lưu thông hàng hoá giữa các địa phương khá thuận lợi. Đông Kinh là trung tâm buôn bán lớn nhất và sầm uất nhất. Do có ưu thế về vị trí, những người buôn bán muốn đến Đông Kinh bằng đường bộ hay đường sông đều thuận tiện. Ngoài Đông Kinh và một vài thị trấn là trung tâm buôn bán, hầu hết là các chợ nằm ở các địa phương. Mỗi xã có một chợ hoặc một vài xã lân cận có một chợ chung. Chợ họp hàng ngày hoặc theo những ngày nhất định trong tháng gọi là ngày phiên chợ. Họp chợ là dịp để những người trong địa phương và các lái buôn từ xa tới buôn bán trao đổi sản phẩm - chủ yếu là trao đổi giữa nông phẩm và sản phẩm thủ công. Khi nhu cầu trao đổi hàng hóa ngày càng tăng Lê Thánh Tông ra quy định về việc chia chợ. Theo đó, các quan phủ, huyện, châu phải xem xét thực trạng, nếu việc chia chợ là thuận tiện cho việc buôn bán của dân thì làm bản tâu lên xin phép triều đình. Luật Hồng Đức có quy định cấm những hành động sách nhiễu và thu thuế quá cao đối với các chợ. 
Còn về ngoại thương ,trên cửa khẩu dọc biên giới miền duyên hải, triều đình lập cơ quan kiểm soát ngoại thương rất khắt khe. Những nhà buôn ngoại quốc đến Đại Việt buôn bán chỉ được ra vào hạn chế tại một số địa điểm quy định, chủ yếu là Vân Đồn (Quảng Ninh). Tại các cửa biển có các quan Sát hải sứ kiểm soát tàu bè, các An phủ ty và Đề Bạc ty kiểm soát buôn bán và đi lại. Nhân dân và quan lại vùng duyên hải tự ý mua hàng hoá của người nước ngoài hoặc đón tiếp các thuyền buôn thì sẽ bị nghiêm trị, phạt tiền rất nặng, từ 50 quan đến 200 quan. Do các quy định về giao thương với các nước ngoại quốc khắt khe nên ngoại thương kém phát triển. Do chính sách của Lê Thánh Tông nên quá trình tách rời thủ công nghiệp ra khỏi nông nghiệp và quá trình phát triển của các đô thị rất khó khăn.

### Y tế và giáo dục
Về mặt y tế ông cho lập nhà Tế sinh để chữa bệnh giúp dân. Ông còn quy định, ở địa phương nào có dịch bệnh xảy ra, các quan nơi này được phép trích tiền thuế để mua thuốc trị bệnh cho dân.

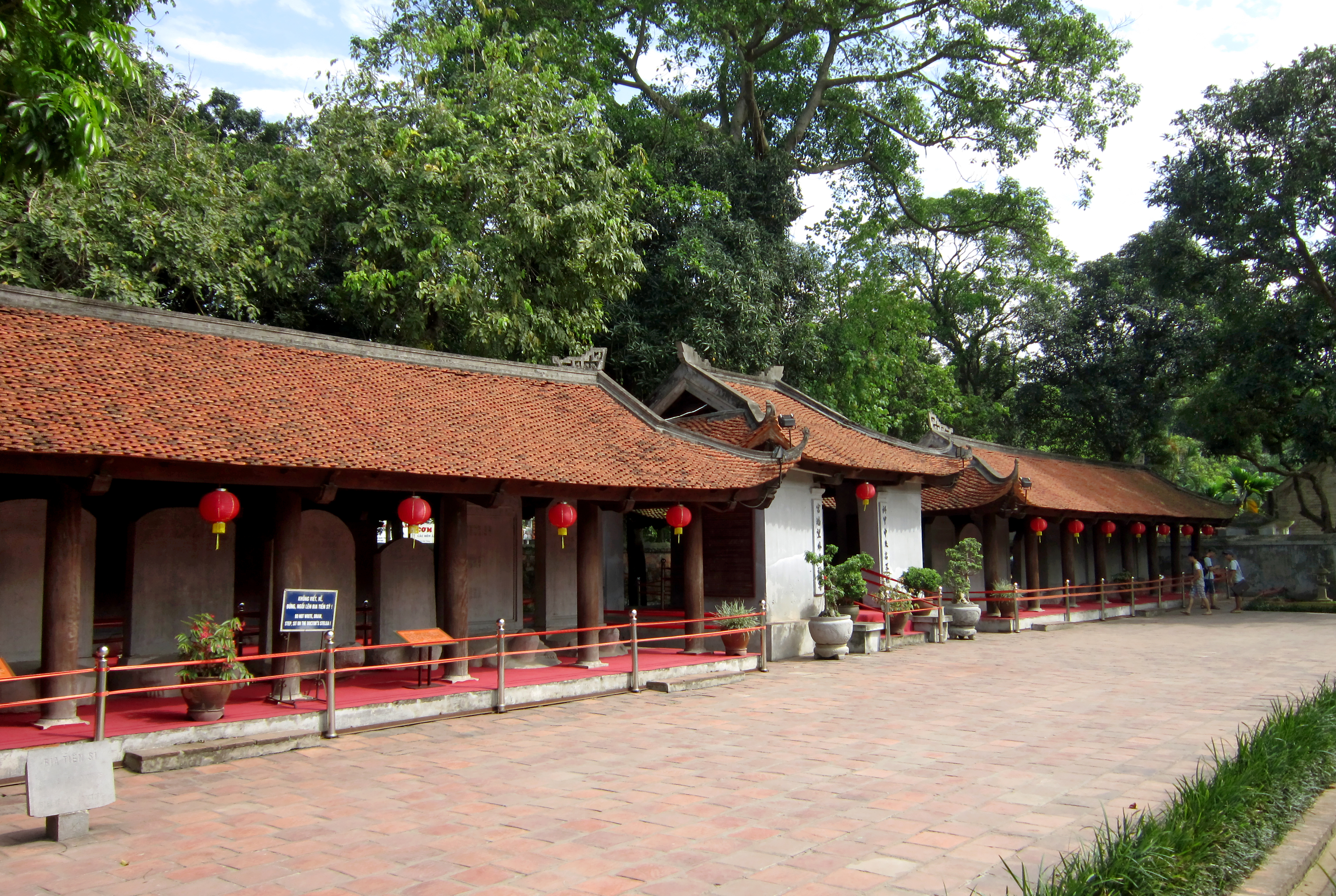
Nhà bia tiến sĩ bắt nguồn từ thời Lê Thánh Tông

Lê Thánh Tông rất chú trọng việc mở mang giáo dục, bồi dưỡng nhân tài, nhằm xây dựng và mở rộng một đội ngũ quan lại gốc bình dân thấm nhuần kinh điển Nho học, đồng thời hạn chế sự ảnh hưởng của tầng lớp quý tộc, võ tướng trong triều.  Triều đình thời ông có Hàn lâm viện, Đông các viện, Quốc sử viện, Quốc Tử Giám, nhà Thái học là những cơ quan chuyên phụ trách văn hóa – giáo dục trong nước. Năm 1484, Lê Thánh Tông còn cho sửa sang, mở rộng Văn Miếu-Quốc Tử Giám.

### Quân sự
Ngay sau khi lên ngôi, vào tháng 7 âm lịch năm 1460, ông chỉ thị cho các tổng quản, chỉ huy các vệ quân năm đạo và quân các phủ, trấn:
| “               | Có quốc gia là phải có võ bị. Nay phải tuân theo trận đồ nhà nước đã ban, trong địa phận của vệ mình, phải chỉnh đốn đội ngũ, dạy cho quân lính phép đi, đứng, đâm, đánh, hiểu được hiểu lệnh, tiếng chuông, tiếng trống khiến cho binh lính tập quen cung tên, không quên võ bị. | ” |
| — Lê Thánh Tông | |   |

Khoảng năm 1465-1470, Lê Thánh Tông ban hành chính sách tuyển quân: cứ 3 năm một lần làm lại hộ khẩu gọi là "tiểu điển", 6 năm một lần gọi là "đại điển". Cứ 6 năm 1 lần, các Xã trưởng mang sổ hộ khẩu của mình tới Đông Kinh chiếu vào viết lại trong chính thư của triều đình về số dân hiện tại trong xã.  Cũng định kỳ 6 năm một lần, triều đình cử một số nội thần và quan văn, võ về địa phương dựng lập trường tuyển, sau đó duyệt tân binh. Trừ các hàng chức sắc, quan lại, các dân đinh từ 18 tuổi trở lên đều phải đăng ký vào hộ tịch và được chia làm các bậc: tráng hạng, quân hạng, dân hạng, lão hạng, cố hạng, cùng hạng. Khi cần điều động, sẽ đưa tráng đinh làm lính, dâng tráng sung vào hạng quân ở nhà làm ruộng. Khi nào thải người già yếu, thì chiếu theo thứ tự lấy bổ sung vào. Lệ tuyển dân đinh vào làm lính như sau: nhà có 3 dân đinh thì 1 người vào hạng lính tráng, 1 người vào hạng quân, 1 người vào hạng dân; nhà có bốn người thì bổ 2 người hạng dân; nhà từ 5 đinh trở lên thì 2 người bổ hạng lính, 1 người bổ hạng quân ứng vụ.

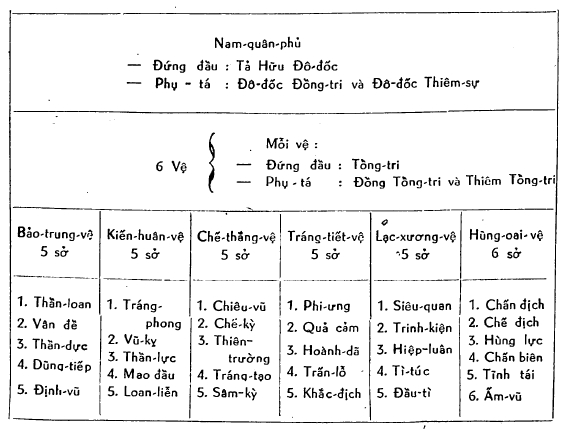
5 quân phủ thời Lê Thánh Tông

Thời Thánh Tông, năm 1466 nhà vua đổi vệ quân năm đạo thành quân năm phủ, bao gồm: Bắc quân phủ đóng ở mạn Kinh Bắc, Lạng Sơn; Trung quân phủ cai quản vùng Thanh Hóa-Nghệ An; Đông quân phủ cai quản vùng Hải Dương, Yên Bang; Tây quân phủ cai quản vùng Tam Giang, Hưng Hóa; Nam quân phủ cai quản các vùng Sơn Nam, Thuận Hóa, Quảng Nam. Riêng mạn Thái Nguyên, Tuyên Quang có quân Phụng trực trấn thủ. Mỗi quân có phủ đô đốc chỉ huy; chức quan cao nhất trong phủ này là Tả Hữu Đô đốc. Biên chế mỗi quân có 6 vệ, mỗi vệ có 5-6 sở, mỗi sở có 20 đội, mỗi đội gồm 20 người. Sử gia Trần Trọng Kim ước tính cả năm phủ đô đốc cộng lại là 6-7 vạn quân. Cùng năm 1466, Lê Thánh Tông lần lượt đổi tên các chức chánh ngũ trưởng, phó ngũ trưởng, đội sử thành tổng kỳ, tiểu tổng kỳ, quân lại.
Đối với cấm quân, năm 1470, Lê Thánh Tông lập các vệ quân Kim ngô, Cẩm y. Vệ Kim ngô được hợp thành từ 2 ty Tráng sĩ, Thần tý; vệ Cẩm y được hợp thành từ 2 ty Binh mã, Nghi vệ. Nhà vua còn lập thêm bốn vệ Hiệu lực, bốn vệ Thần vũ (đều được chia làm tiền, hậu, tả, hữu), 6 vệ Điện tiền (gồm vệ quân Vũ lâm, Tuyên trung, Thiên uy, Thủy quân, Thần sách, Ứng thiên), 4 vệ Tuần tượng cùng 4 vệ Mã nhàn. Năm 1490, Lê Thánh Tông mở rộng biên chế các vệ Kim ngô, Cẩm y, Thần vũ, Điện tiền; từ đây vệ Cẩm y có tới 20 ty, vệ Kim ngô có tới 100 ty.
Đối với thủy quân, ông ban các trận đồ: Trung hư, Thường sơn xà, Mãn thiên tinh, Nhạn hàng, Liên châu, Ngư đội, Tam tài, Thất môn, Yển nguyệt, cùng 32 điều quân lệnh về thủy trận. Bộ quân thì có các trận đồ: Trương cơ, Tương kích, Cơ binh, và 32 điều quân lệnh về tượng trận, 27 điều quân lệnh về mã trận, 42 điều về bộ trận dành cho quân Kinh vệ (về sau, tháng 3 âm lịch năm 1484, ông còn ban bố điều lệnh Hồng Đức quân vụ, gồm 27 điều).
Lê Thánh Tông còn đặt lệ tổ chức thi võ 3 năm 1 lần ở kinh sư; những người mang tước công, hầu, bá, tử, nam và mọi quan võ trong triều, ngoài địa phương đều phải dự thi. Lê Thánh Tông rất chú ý đến việc tích trữ lương thảo ở các vùng biên cương để sử dụng cho quân lương khi cần thiết. Một nghệ thuật làm lương khô thời Lê Thánh Tông được sử sách ghi lại là một kỹ thuật đặc biệt của Đại Việt, đó là đồ (hấp) thóc chín và sấy khô. Loại lương khô này có thể cất giữ vài năm không bị mất phẩm chất và rất tiện cho việc vận chuyển và sử dụng trong chiến tranh, đặc biệt là dùng cho quân đội viễn chinh.
Vũ khí quân sự dưới thời Lê Thánh Tông đã có những tiến bộ vượt bậc, do vốn có các kỹ thuật và sáng chế cùng kĩ năng chế tạo vũ khí cực kì tinh xảo của Đại Việt thời nhà Hồ về vũ khí tầm xa như hỏa thương, hỏa hổ, súng thần công,... hợp với số vũ khí khá tân tiến thu được trước đây trong cuộc khởi nghĩa Lam Sơn đã tạo nên cho Đại Việt một kho vũ khí đa dạng và hùng mạnh.

## Nhận xét
Thời đại Hồng Đức được sử sách hết lời ca tán, các hậu triều đời sau đều xem thời kỳ này là khuôn thước của một Vương triều Thịnh thế. Dưới sự cai trị của Thánh Tông đất nước được chấn hưng triều cương được chỉnh đốn. Triều đình tập quyền nhà Lê dần hoàn thiện bộ máy hành chính và bắt đầu đi vào thời kỳ hưng thịnh.